# 의흥면
의흥면(義興面)은 대한민국 대구광역시 군위군의 면으로, 면 소재지는 읍내리다. 넓이는 54.16km2이고, 인구는 2012년 기준으로 2,836명이다.
일제강점기인 1914년의 행정구역 통폐합 이전에는 의흥군의 중심지였다. 군위역이 들어선 연계리는 읍내리에서 삼국유사면 화수리 방향으로 다소 떨어져 있는 곳이다.
2024년 12월 21일 중앙선이 복선 전철화되었을 때 의흥면 파전리 방향으로 중앙선 철로를 이설했다. 이에 따라 기존 화본역/우보역/봉림역을 연계리에 신축한 군위역으로 통합했다.

## 연혁
- 남북국 시대 (650년) : 하리,중리,파립,우보 4개면을 통합해 龜山縣(구산현)이라 함.
- 고려 현종 9년 (1018년) : 安東(안동)도호부에 속함.
- 1062년 : 龜山縣(구산현), 缶林縣(부림현)을 병합하여 義興郡(의흥군)이라 함.
- 조선 태종 13년 (1413년) : 義興縣(의흥현)으로 개칭함.
- 조선 고종 32년 (1895년) : 義興郡(의흥군)으로 승격.
- 1914년 : 軍威郡(군위군) 義興面(의흥면)이 됨.
- 1961년 : 법률 제707호로 군 지방자치 단체로 됨.
- 1983년 : 山城面(산성면)의 錦陽(금양), 元山里(원산리)를 편입.
- 2023년 7월 1일: 경상북도에서 대구광역시로 편입됨.

## 행정 구역
- 읍내리(邑內里): 행정복지센터 소재지.
- 수북리(水北里)
- 수서리(水西里)
- 이지리(梨枝里)
- 파전리(芭田里)
- 신덕리(新德里)
- 지호리(芝湖里)
- 연계리(蓮桂里): 군위역 소재지
- 매성리(梅城里)
- 원산리(元山里)
- 금양리(錦陽里)

## 교육
- 대구의흥초등학교
- 의흥동부초등학교 (폐교) - 의흥면 연계지호길 63 (연계리)
- 의흥중학교 (휴교)

## 철도
- 군위역